# Loud ’n’ Proud
Loud ’n’ Proud ist das vierte Studioalbum der schottischen Hard-Rock-Band Nazareth.

## Album
Die LP wurde 1973 im The Gangshut-Studio in Schottland unter Toningenieur Bob Harper aufgenommen und produziert von Roger Glover, dem Bassisten von Deep Purple. Im Jahr 1973 wurde sie auf dem Label B & C Mooncrest erstmals veröffentlicht. Es ist die vierte LP der Band als direkter Nachfolger des im selben Jahr erschienenen Albums Razamanaz. Das Cover wurde von Dave Field gefertigt und zeigt einen den Albumtitel wiedergebenden stolzen Pfau mit prachtvollem Gefieder. Bei den meisten enthalten Songs handelt es sich um rifforientierte Hardrock-Stücke, aber es finden auch Elemente des Blues (Nichts Ungewöhnliches für Hardrock-Bands jener Tage) und eine gefühlvolle Ballade wie Child in the Sun – mit akustischer Gitarre gespielt – Verwendung. Den Abschluss bildet der fast zehnminütige Mammutsong The Ballad of Hollis Brown, ursprünglich von Bob Dylan komponiert.
Zumindest auf dem europäischen Markt wurde diese Scheibe zur erfolgreichsten der Band. In Österreich erreichte sie Platz eins der LP-Charts.

## Singles
Der Song This Flight Tonight, eine Coverversion von Joni Mitchell, wurde als Single ausgekoppelt und zusammen mit der Ballade Love Hurts zum berühmtesten Evergreen der Gruppe. Joni Mitchell war übrigens so beeindruckt von der Interpretation ihres Songs, dass sie ihn auf ihren Konzerten tatsächlich als Nazareth-Titel ankündigte. In Großbritannien erreichte die Single Platz 11, in Deutschland sogar Platz 2.
Der Album-Opener Go Down Fighting war ursprünglich auch als Auskopplung geplant, und eine US-Version des Songs wurde auch schon zusammengeschnitten, aber die Idee einer Single wurde wieder verworfen. Die Single-Version ist heute als eine der Bonus-Nummern auf der remasterten CD zu finden. Stattdessen wurde damals Turn on Your Receiver als zweiter Song ausgekoppelt.

## Entstehung
Als Nazareth 1972 im Vorprogramm von Deep Purple spielten, zeigte sich deren Bassist Roger Glover beeindruckt von der Darbietung der Begleitband. Für Nazareth drohte zu der Zeit nämlich das Aus nach den beiden ersten eher stilistisch orientierungslosen Scheiben. Die Ballade Morning Dew vom selbstbetitelten Debüt war zwar ein kleiner Achtungserfolg, aber die Alben bis dato konnten sich noch in keiner Käuferschicht so recht durchsetzen. Die Plattenfirma verweigerte die Finanzierung weiterer LPs und Promotion, also musste ein neuer Geldgeber und Produzent her, und der fand sich in Roger Glover. Er löste den bisherigen Manager Bill Frehilly ab und produzierte die Nazareth-LP Razamanaz, mit der der Durchbruch dann auch gelang und die Gruppe ihre Nische im Hardrock-Genre fand und ausfüllte. Als diese Weichen gestellt waren, drängte das Label Nazareth zu einem möglichst schnellen Nachfolger, um das Eisen am Glühen zu halten. Nur ein paar Monate nach Razamanaz entstand Loud ’n’ Proud im gleichen Jahr 1973 und etablierte die Schotten in beinahe ganz Europa. Auch in Amerika erlangte das Album Aufmerksamkeit. Der Weg für den weltweiten Erfolg von Nazareth war nun geebnet.

## Titelliste
1. Go Down Fighting (McCafferty/Charlton/Agnew (Sweet))
2. Not Faking It (McCafferty/Charlton/Agnew (Sweet))
3. Turn on Your Receiver (McCafferty/Charlton/Agnew (Sweet))
4. Teenage Nervous Breakdown (George)
5. Free Wheeler (McCafferty/Charlton/Agnew (Sweet))
6. This Flight Tonight (Joni Mitchell)
7. Child in the Sun (McCafferty/Charlton/Agnew (Sweet))
8. The Ballad of Hollis Brown (Bob Dylan)